# 带状聚落

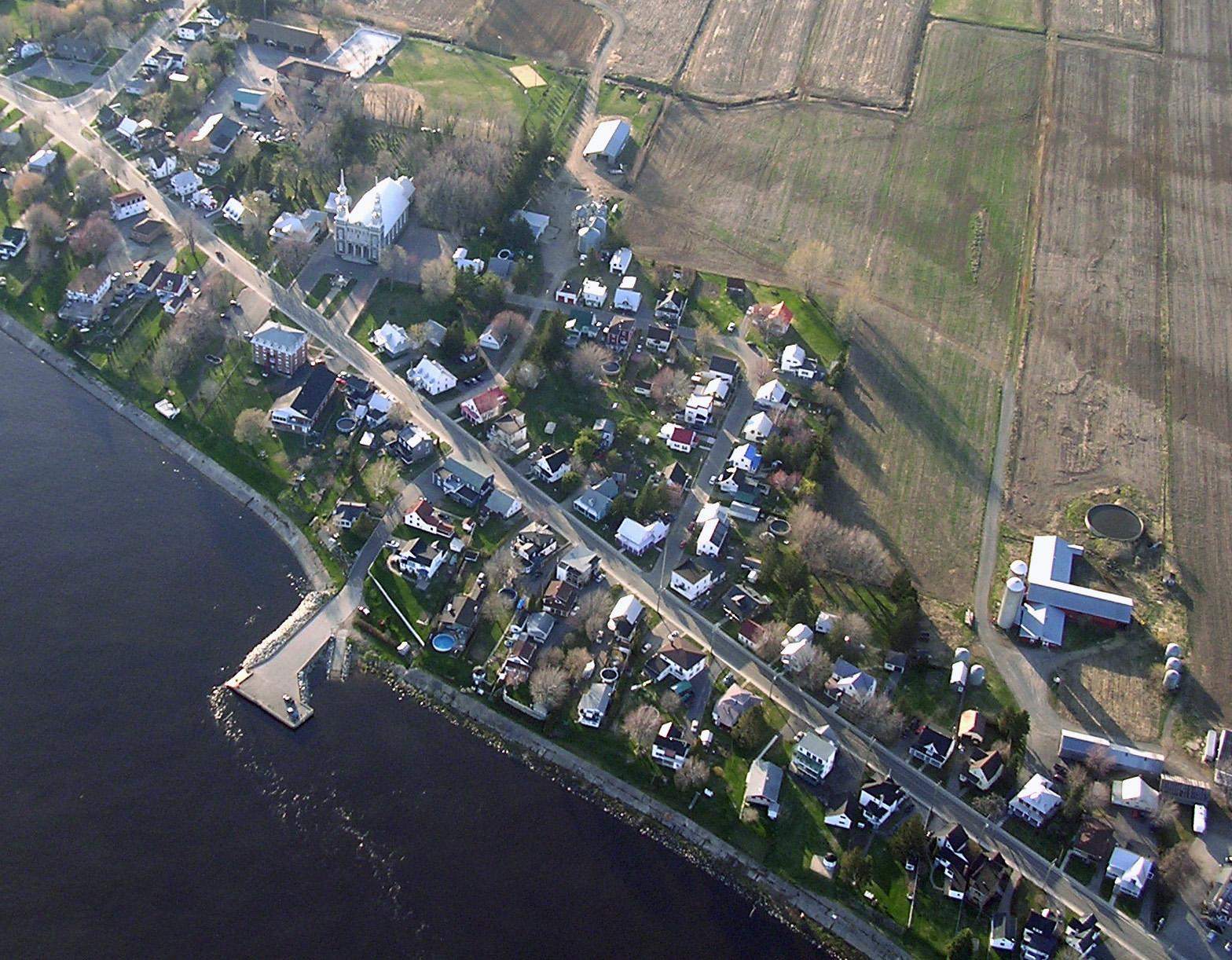
位于加拿大魁北克圣劳伦斯河一带的社区，其据点呈带状聚落分布

带状聚落或称线性聚落（英語：linear settlement），是一类地理学概念，指一个中小型聚落或房屋群落是以一段长线分布。大多数沿主要交通道路、河流、运河等，其形成原因有物理限制特征，比如山脉、海岸线、峡谷等，比如香港的维多利亚港。带状聚落通常没有一个明显的中心，比如三叉路或绿色带，呈现狭长的特征。

## 概述
在道路沿线形成的聚落，道路往往预示着聚落形成，聚落并随后与交通道路同时发展，形成一些特点。通常，单行道路会产生一侧的聚落。其中英格兰诺福克的米勒堡即是一个例子。随后聚落会逐步扩大，增加从原来的主要街道而生的侧转弯区。比如英格兰的绍斯波特。
一个带状聚落通常与带状发展有区别，后者是由一个已成型的城镇及主干线向外扩散而生。
线性村（linear village），或称“链村”（chain village）也是一类带状聚落。